# Honda CBF 125
Honda CBF 125 je motocykl kategorie naked bike, vyvinutý firmou Honda, vyráběný od roku 2008 do roku 2014. Předchůdcem byla Honda CG 125. Nástupcem je Honda CB125F.
Tato motorka sice spadá do kategorie cenově dostupných strojů pro začínající jezdce, to ale designérům rozhodně nebránilo vtisknout jí výraznou podobu. Hlavním rozpoznávacím znamením je opticky mohutná polokapotáž s černým štítkem. Výrazný pohled CBF nabízí i zezadu, kolem koncového světla se nacházejí tvarované zadní plasty. Dále překvapí výrazné a velké směrovky vepředu i vzadu, které mají zvýšit bezpečnost samotného motorkáře.
Motorka má jednoduchou přístrojovou desku, která opět svým vzhledem připomíná spíše skútr. U dříve vyrobených CBF 125 v oblasti zmíněné přístrojové desky nenalezneme otáčkoměr. Tento problém byl vyřešen u nově vyrobených motocyklů, kde byl otáčkoměr dodán.
Na řídítkách najdeme standardní ovladače. Dále zrcátka se slabou aretací.
Základ stroje je odvozený z modelu Honda CBR 125, ale motor je úplně jiný. Čtyřdobý vzduchem chlazený 2 ventilový jednoválec SOHC má jiné parametry vrtání a zdvihu.
Pro mnohé jezdce je negativem jen 5 rychlostních stupňů. Samotná motorka je limitována maximální rychlosti 104 km/h. Výfuk Hondy, který se nachází pod stupačkou spolujezdce připomíná spíše zvuk skútru. Opět jsou zde vlastnosti připomínající skútr. Tato motorka je uzpůsobená především na střední otáčky, kde motorka není mnoho zatěžována. Se svou výbornou ovladatelnosti motorka vyniká především v jízdě po městě.
Již od svého výrobce má určeno pneumatiky velikosti 17 a to od značky CONTINENTAL. Výhodou této motorky je také centrální stojan, který u dnešních motorek nenalezneme. Majitelé tohoto kousku budou šťastní skvělou spotřebou paliva do 3L/100 km. Tato motorka je často porovnávána s modely Honda CBR 125 či modelem YBR 125 od značky Yamaha.

## Technické parametry
- Rám: páteřový ocelový
- Suchá hmotnost: 128 kg
- Pohotovostní hmotnost: 138 kg
- Maximální rychlost: 110 km/h[1] (odvíjí se od hmotnosti jezdce, síly větru, jízdě do kopce či z kopce)
- Spotřeba paliva: 2,3 l/100 km

## Alternativy CBF 125
- Další alternativy Hondy CBF 125 jsou Honda CBR 125R či Yamaha YBR 125, všechny tyto tři motorky mají podobné vlastnosti a jsou doporučovány pro začínající jezdce.